# Gundasamudra, Holalkere
Gundasamudra là một làng thuộc tehsil Holalkere, huyện Chitradurga, bang Karnataka, Ấn Độ.